# Île Dumet
Die Île Dumet ist eine kleine Insel vor der bretonischen Küste, die ein Naturschutzgebiet ist und zum Département Loire-Atlantique in der Region Pays de la Loire und zu der 6 km entfernten Gemeinde Piriac-sur-Mer gehört. Die Insel ist 8,5 ha groß, 600 m lang und 150 m breit.

## Zum Namen
Früher hieß die Insel auch Aduna. Aus dem Namen wurde später Audumet, dann Dumay und dann der aktuelle Name. Auf Bretonisch heißt sie Enez Aodum.

## Geschichte
Die Insel war früher bewohnt, gehörte zunächst dem Bistum Nantes und dann der Abtei Saint-Sauveur de Redon. Die Mönche tauschten die Insel mit dem Grafen Jacques de Mahé de la Bourdonnais, Sieur de La Bourdonnais (1674–1705), Schiffbauer und Kapitän und Vater des berühmten Admirals Bertrand François Mahé de La Bourdonnais. Die strategische Position führte später zu militärischer Besetzung zum Zwecke der Verteidigung der Mündung des Flusses Vilaine, die auch Schauplatz der Seeschlacht in der Bucht von Quiberon war.
1912 platzierte Alphonse Berget den Pol der Landhemisphäre auf der Insel; spätere Berechnungen verschoben diesen Pol um einige Kilometer östlich nach Nantes.
1949 erwarb der Motorradfabrikant Henri Dresch die Insel und ließ Bäume anpflanzen. 1953 bezog das Ehepaar Fleury de Valois das Wachhaus des Fort de Ré und lebte dort 33 Jahre ohne Elektrizität, mit wenig Süßwasser und nur einem Postboot alle 15 Tage, soweit das Wetter gut war. Das Paar nahm auch den Leuchtturm wieder in Betrieb.
Henri Dresch verkaufte die Insel 1971 und 1990 ging sie in den Besitz der Küstenschutzbehörde (Conservatoire du littoral) über.

## Die Forts
Zwei Forts wurden auf der Insel gebaut.

### Fort de Ré
Das Fort de Ré wurde halbrund um 1756 durch den Herzog von d’Aiguillon errichtet. Es diente bis zur Auflassung 1782 den Bewachern. Restauriert im 19. Jahrhundert wurde es später aufgegeben und um 1900 mit einem Leuchtfeuer zum Schutz der Schifffahrt umgenutzt.

### Fort de Carré
Das Fort Carré, oder auch nach Sébastien Le Prestre de Vauban  Fort Vauban genannt, wurde 1845 während der Anwesenheit von Gustave Flaubert gebaut.

## Der Leuchtturm
Das Feuer ist in weiße, blaue und rote Sektoren geteilt. Der Leuchtturm leuchtet mit einer Frequenz von 12 Sekunden. Die Tragweite (Leuchtweite) beträgt 7 Meilen für weißes Licht und 4 Meilen für die farbigen Lichter.

## Weblink
Piriac sur mer: Île Dumet. Abgerufen am 30. August 2022 (französisch).